# Цветкович, Милош
Ми́лош Цве́ткович (серб. Милош Цветковић; 6 января 1990, Белград) — сербский футболист, защитник клуба «Чукарички».

## Карьера
Родился в Белграде. В 2005 году стало игроком молодёжной команды ФК «Земун». До этого Цветкович играл в молодёжной команде «Црвены звезды». 10 ноября 2007 года защитник дебютировал на профессиональном уровне, выйдя на замену в матче против «Нови-Сада». В следующем сезоне «Зенум» играл уже не в высшей лиге Сербии, а Цветкович сыграл 24 матча в его течение. По итогам сезона клуб поднялся в высшую лигу и в промежуток с 2009 по 2011 годы он провёл 45 игр в чемпионате Сербии.
В 2011 году перешёл в «Рад», но не провёл за него ни одного матча и был сдан в аренду в «Палиц», за который сыграл 10 матчей за несколько месяцев.
Зимой 2012 года Цветковича купил «Хайдук» из Кулы. Из-за непостоянной практики на своей позиции правого защитника, тренер иногда ставил серба на другой фланг обороны. В сезоне 2011/12 Милош стал основным игроком «Хайдука». 20 октября 2012 года он забил свой первый гол в карьере, поразив ворота «Войводины». После завершения сезона цветкович покинул клуб.
Летом 2013 подписал трёхлетний контракт «Напредаком».. За команду сыграл 38 матчей во всех турнирах.
После проблем с составом у «Црвены Звезды» Цветкович получил предложение от скаутов клуба и принял его. В первом сезоне он сыграл 14 матчей и забил 1 гол. После назначения Миодраг Божовича на пост главного тренера серб стал игроком основного состава, но потом потерял доверие тренера, а затем и получил травму, из-за которой он пропустил несколько игр. В сезоне 2016/17 Цветкович дебютировал в Лиге чемпионов, выйдя на поле в матче против «Лудогорца».